# Ceratocapnos claviculata
Ceratocapnos claviculata es una especie de planta anual perteneciente a la familia Papaveraceae. Es originaria de Europa, donde crece cerca de la costa del Océano Atlántico.

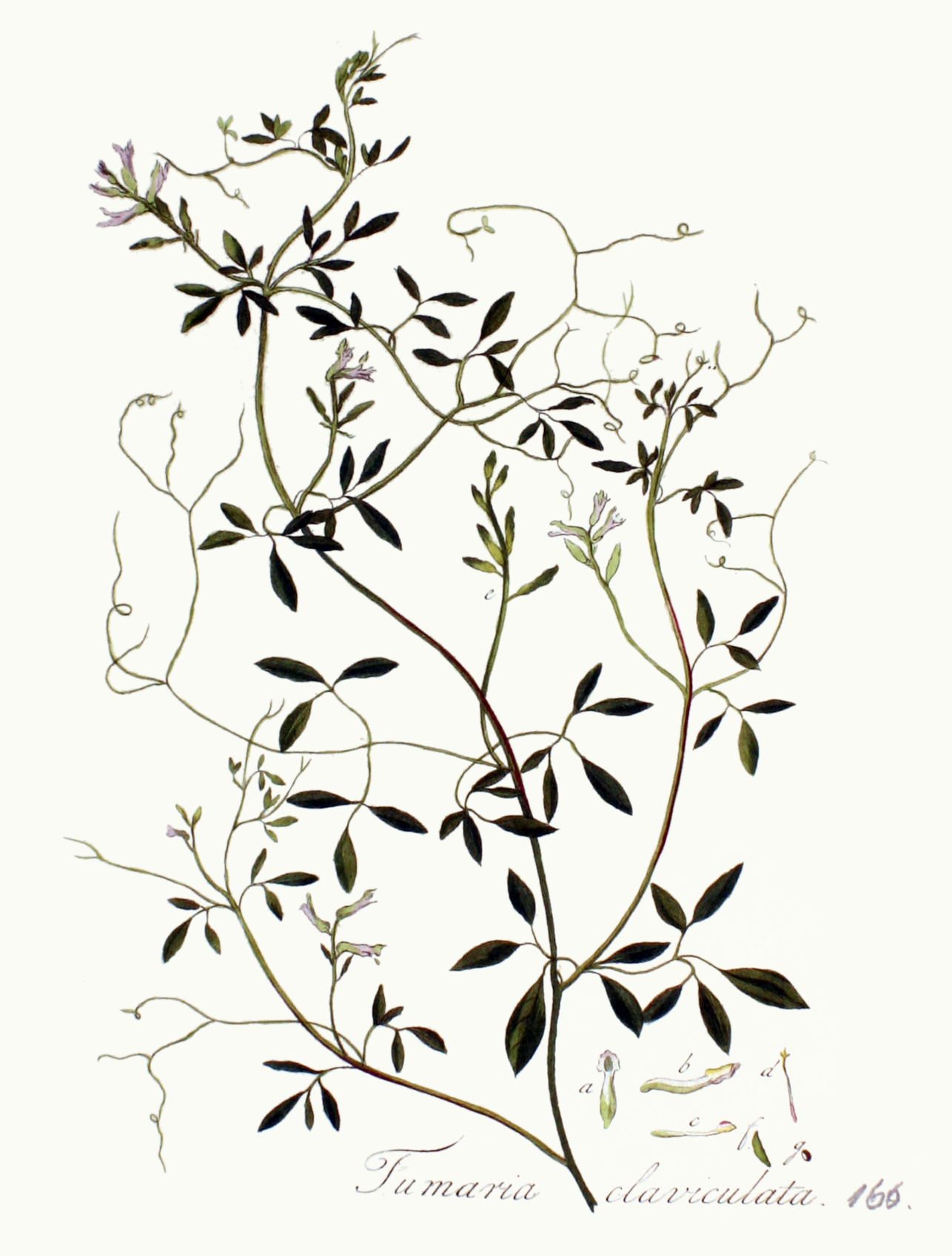
Ilustración

## Distribución
Aunque esta especie es conocida en varios países de Europa occidental, una gran proporción de la población mundial se encuentra en el Reino Unido. Crece en la mayoría de los condados de Gran Bretaña sobre todo los más occidentales, pero está ausente de las Islas Orcadas, Shetland y las Hébridas Exteriores y raras en Irlanda.

## Descripción
Es una planta anual (o de vez en cuando perenne), de un delicado aspecto, glabra, que alcanza un tamaño de hasta un metro de altura, con débiles, a menudo, tallos trepadores. Las hojas son de color verde, doblemente compuestas, se divide en tres a cinco sub-foliolos, y termina en un zarcillo ramificado. Las flores son pequeñas, de color amarillo cremoso, con picos cortos axilares. Cada flor es alargada y tubular con un labio, espuela y estambres en dos paquetes. Las semillas son cortas.

## Ecología
Ceratocapnos claviculata tiende a crecer en los bordes de bosques y sitios previamente boscosos. Prefiere los suelos ácidos, arenosos o turba, y por lo general en las posiciones sombreadas medio protegidas. A veces es abundante en algunas zonas perturbadas de plantaciones o bosques recién talados, trepando sobre los desechos de madera. Crece bien en suelos empobrecidos bajo helechos, tal vez porque florece a principios de año antes de que las hojas se desarrollen plenamente. Sirve de alimento al gorgojo, Procas granulicollis y al escarabajo, Sirocalodes mixtus.

## Taxonomía
Ceratocapnos claviculata fue descrita por (Linneo) Lidén y publicado en Anales del Jardín Botánico de Madrid 4(1): 221. 1984.
Citología
Número de cromosomas de Ceratocapnos claviculata (Fam. Papaveraceae) y táxones infraespecíficos: n=16; 2n=32
Sinonimia
- Capnoides claviculata Kuntze
- Corydalis clavicula Gray
- Corydalis claviculata (L.) DC.
- Dissosperma claviculata (L.) Soják
- Fumaria claviculata L.	basónimo
- Neckeria claviculata N.E.Br.[6]

## Nombres comunes
- Castellano: fumaria con pámpanos, fumaria con tijerillas, tijereta, tijerillas.[7]